# Патријарх јерусалимски Иринеј
Иринеј (рођ. Емануил Скопелитис, 17. април 1939 — Атина, 10. јануар 2023) био је 14. патријарх јерусалимске патријаршије у периоду од 2001–2005. Збачен је и свргнут са места патријарха у мају 2005. године. Враћен је у епископски чин и звање бивши Патријарх јерусалимски 25. јула 2019. године.

## Биографија
У децембру 1953. дошао је у Јерусалим. 1958. године је примио монашки постриг и узео име Иринеј у част свештеномученика Иринеја, епископа лионског. Године 1959. рукоположен је у чин јерођакона.
Године 1963. завршио је Јерусалимску патријаршијску школу.
Године 1965. рукоположен је у јеромонаха, а 1966. године у чин архимандрита.
Године 1966. одлази у Атину, где је уписао богословски факултет Атинског универзитета, где је успешно дипломирао 1970. године.
По повратку у Јерусалим вршио је послушања главног уредника часописа Нови Сион и председника Врховног црквеног суда. Именован за званичног представника Јерусалимске Патријаршије на црквеним и богословским скуповима, свеправославним састанцима и пратио патријархе Бенедикта и Диодора у њиховим званичним посетама, посетио је Московску Патријаршију 1974. године.
Од 1979. године до избора за патријарха био је Патријаршки егзарх у Атини и одговоран за годишњу дељење Благодатног огња у Грчкој на Велику суботу.
Дана 27. фебруара 1981. године изабран је, а 29. марта исте године хиротонисан је за архиепископа јерапољског.
Године 1983. постављен је за члана Светог Синода Јерусалимске православне Цркве.
Међу подухватима патријаршијског егзарха у Атини било је одржавање ходочашћа из Грчке у Свету земљу и стварање часописа Глас Јерусалима.
Године 1994. хиротонисан је у чин митрополита .
Дана 13. септембра 2001. године на Сабору Јерусалимске православне цркве изабран је за предстојатеља Јерусалимске патријаршије. Дана 15. септембра извршено је његово устоличење у храму Васкрсења Христовог у Јерусалиму.
Приликом уласка на патријаршијски трон, изјавио је да се нада враћању славе Сионске Цркве, верској толеранцији, међусобном разумевању и поштовању међу представницима различитих верских и националних заједница које живе у Светој земљи, успостављању стабилности и мира у регион.
Свети синод Јерусалимске патријаршије одлучио је 6. маја 2005. да разреши патријарха Иринеја, оптужујући га да је имовину цркве у Старом граду издавао јеврејским компанијама на дуже време. За ову одлуку гласало је 13 од 17 чланова Синода. Свеправославни сабор у Истанбулу је 24. маја потврдио смену патријарха, али Иринеј није признао ову одлуку. У јуну 2005. Синод Јерусалимске Патријаршије лишио је Иринеја чина. Сам Иринеј је одбио да присуствује састанку Архијерејског двора.
Наследник Иринеја као патријарха Јерусалимске православне цркве био је Теофил III.
У православним круговима, свргавање патријарха Иринеја са ранга оспоравало се и чак карактерисало као нелегитимно. Присталице бившег патријарха веровале су да је до свргавања дошло због његовог антиекуменистичког става насупрот присталицама Теофила III, а сам Иринеј је проглашен за патријарха-исповедника. У Русији су подршку бившем патријарху исказали његови поштоваоци, који редовно прате живот и подвижништво патријарха Иринеја. Колумниста РИА Новости Николај Троицки тврди да је бивши патријарх, када је свргнут са чина, осуђен на затворску казну у сопственој ћелији, у којој се налази од 2005. године. Јерусалимска патријаршија тврди да је „свргнути патријарх јерусалимски монах Иринеј у ’самоизолацији’, а израелска полиција је преузела одговорност за могућност његове посете“.
У јануару 2015. године новинска агенција „Ромфеја“ је известила да Синод Грчке православне цркве намерава да створи специјалну комисију како би се постигло ослобађање бившег јерусалимског патријарха Иринеја, чији се боравак у изолацији у Атини не сматра добровољним.
Иринеј је 3. новембра 2015. године подвргнут хируршкој операцији уклањања киле. Да би извршио операцију, Иринеј је први пут напустио Јерусалимску Патријаршију после седам година боравка у потпуној изолацији.
Патријарх јерусалимски Теофил III, 5. новембра 2015. године, у пратњи патријаршијског епитропа, митрополита Капитолијадског Исихија и главног секретара Синода Јерусалимске Православне Цркве, Архиепископа Константина Аристарха, посетио је 5. новембра 2015. године. Иринеја после операције.
Иринеј се појавио 22. марта 2016. године у храму Васкрсења Христовог у Јерусалиму. После одслужене Литургије Пређеосвећених дарова, отишао је код Патријарха Теофила, поздравио га, честитао му имендан и пожелео му дуговечност. Сви који су овоме присуствовали у Великој сали Јерусалимске Патријаршије поздравили су аплаузом сусрет двојице патријарха.
Патријарх Иринеј умро је 10. јануара 2023. године у Атини, након дуге болести. Сахрањен је 11. јануара 2023. на Самосу.